# Ike Skelton
Isaac Newton "Ike" Skelton, IV, född 20 december 1931 i Lexington, Missouri, död 28 oktober 2013 i Arlington, Virginia, var en amerikansk demokratisk politiker. Han representerade delstaten Missouris fjärde distrikt i USA:s representanthus 1977–2011. Han var ordförande i representanthusets försvarsutskott 2007–2011.
Skelton gick i skola i Lexington High School i Lexington, Missouri. Han studerade vid Edinburghs universitet och avlade 1953 kandidatexamen samt 1956 juristexamen vid University of Missouri. Han var åklagare för Lafayette County, Missouri 1957-1960. Skelton gifte sig 1961 med Susan Anding. De var gifta fram till hustruns död år 2006.
Skelton var ledamot av delstatens senat 1971-1977. Han efterträdde 1977 William J. Randall som kongressledamot. Han omvaldes sexton gånger. Efter valförlusten i mellanårsvalet i USA 2010 efterträddes han i representanthuset av republikanen Vicky Hartzler.